# Parafia Świętego Krzyża w Zebrzydowej
Parafia Świętego Krzyża w Zebrzydowej – parafia rzymskokatolicka, znajdująca się w diecezji legnickiej, w dekanacie Nowogrodziec.